# 約翰·格奧爾格二世 (安哈特-德紹)
約翰·格奧爾格二世（德語：Johann Georg II.，1627年11月17日—1693年8月7日），安哈特-德紹親王，1660年至1693年在位。

## 家庭
1659年，約翰·格奧爾格與拿騷的亨麗埃特·卡塔里娜結婚，兩人共有1子3女：
1. 伊莉莎白·阿爾貝汀（1665年—1706年），巴爾比伯爵夫人
2. 亨麗埃特·阿瑪莉埃（1666年—1726年），拿騷-迪茨親王妃
3. 利奧波德一世（1676年—1747年），安哈特-德紹親王
4. 約翰娜·夏洛特（1682年—1750年），施韋特藩侯夫人